# Escut de Móra d'Ebre
L'escut oficial de Móra d'Ebre té el següent blasonament:
Escut caironat: d'argent, una morera de sinople fruitada de porpra, ixent d'una faixa ondada d'atzur. Per timbre, una corona mural de vila.

## Història
Va ser aprovat el 26 d'abril del 2006 i publicat al DOGC el 24 de maig del mateix any.
Aquestes armes parlants que fan referència al nom de la vila són el senyal tradicional del municipi, amb la representació simbòlica del riu Ebre al peu.